# Vicente Alves do Ó

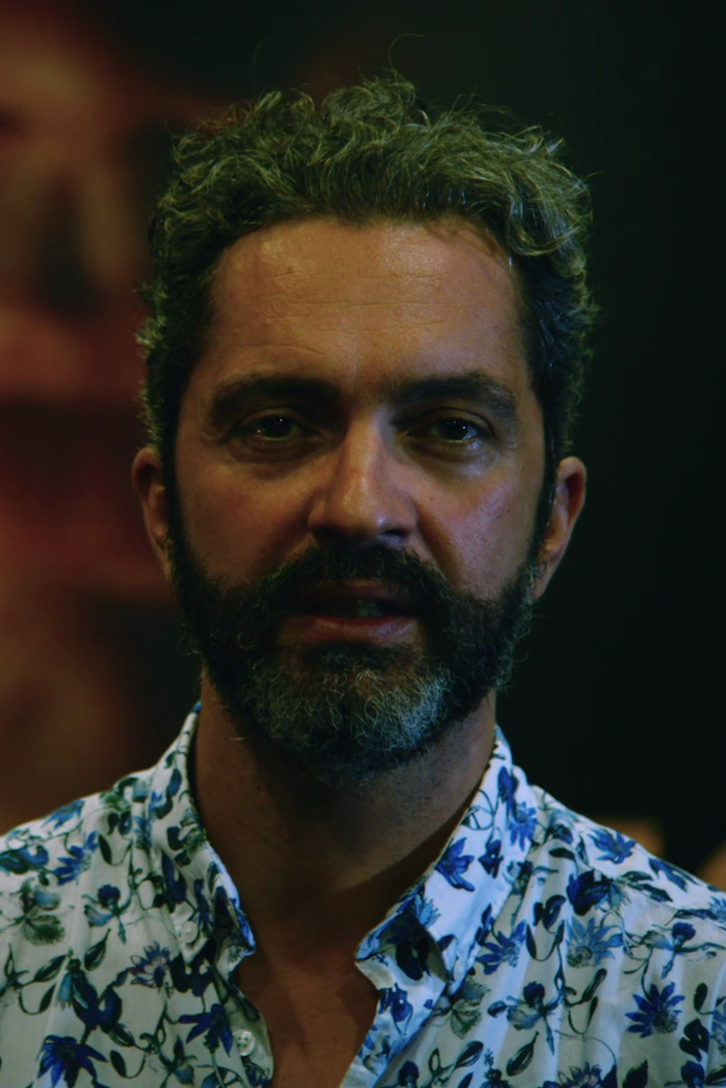
Vicente Alves do Ó

Vicente Alves do Ó (* 2. Januar 1972 in Setúbal) ist ein portugiesischer Drehbuchautor und Filmregisseur.

## Werdegang
Er wurde zunächst als Drehbuchautor des Portugiesischen Films bekannt. 2010 führte er Regie bei seinem ersten Spielfilm in voller Länge, Quinze Pontos na Alma („Seele genäht mit 15 Stichen“), dem eine Filmbiografie über die Schriftstellerin Florbela Espanca folgte. Florbela hatte am Weltfrauentag 2012 Premiere. Der Film wurde, angesichts der Krise der Branche in Portugal und angesichts der beschränkten Möglichkeiten seiner Produzenten, ein Publikumserfolg (über 17.000 Besucher in den ersten zwei Wochen, unter den 40 meistgesehenen portugiesischen Filmen seit 2004.) Möglich wurde dies durch eine alternative, zweigleisige Vertriebsidee, die João Botelho bei O Filme do Desassossego erstmals anwandte und die den Film auch in kleineren Städten zur Aufführung brachte, so dass er in 54 Städten gesehen wurde.
In Anlehnung an den Film produzierte er einen weiteren, dreiteiligen Fernsehfilm über Florbela Espanca für den öffentlich-rechtlichen Fernsehsender RTP. Die 2019 ausgestrahlte 26-teilige Abendserie Solteira e Boa Rapariga (dt. etwa: Ledig und ein gutes Mädchen) für den ersten Kanal der RTP, mit Lúcia Moniz in der Titelrolle der männersuchenden Großstadtneurotikerin Carla, war seine nächste Fernsehproduktion.
Nach Florbela erschien mit Al Berto über den Dichter und Maler Al Berto der zweite Film seiner Trilogie über portugiesische Dichter, die er 2021 mit Amadeo über Amadeo de Souza-Cardoso zu vollenden plant. Daneben führte er auch Regie für einige Kinofilme seiner Drehbücher, darunter 2016 die Romantikkomödie O Amor É Lindo... Porque Sim!.

## Filmografie (Drehbuch)
- 2000: Monsanto (Fernsehfilm); R: Ruy Guerra
- 2000: Facas e Anjos (Fernsehfilm); R: Eduardo Guedes
- 2001: A Menina dos Meus Olhos (Kurzfilm); R: Isabel Rosa
- 2003: A Filha; R: Solveig Nordlund
- 2003: Os Imortais; R: António-Pedro Vasconcelos
- 2004: Kiss Me; R: António da Cunha Telles
- 2005: Amigos Como Dantes (Fernsehfilm); R: Mário Barroso
- 2005: Entre o Desejo e o Destino (Kurzfilm, auch Regie)
- 2008: Castelos no Ar (Kurzfilm, auch Regie)
- 2010: O Inimigo Sem Rosto; R: José Farinha
- 2010: A Assassina Passional Está Louca! (Kurzfilm, auch Regie)
- 2010: Assalto ao Santa Maria; R: Francisco Manso
- 2011: Quinze Pontos na Alma (auch Regie)
- 2012: Florbela (auch Regie)
- 2012: Perdidamente Florbela (TV-Mehrteiler, auch Regie)
- 2016: O Amor É Lindo... Porque Sim! (auch Regie)
- 2017: Al Berto – Grenzenlose Liebe (auch Regie)
- 2018: Golpe de Sol (auch Regie)
- 2019: Quero-te Tanto! (auch Regie)
- 2019: Solteira e Boa Rapariga (RTP-TV-Serie, auch Regie)
- 2021: Daqui Não se Vê o Mar (Fernsehfilm, auch Regie)
- 2022: Paloma; R: Nuno Portugal (Kurzfilm)